# 튜크스베리

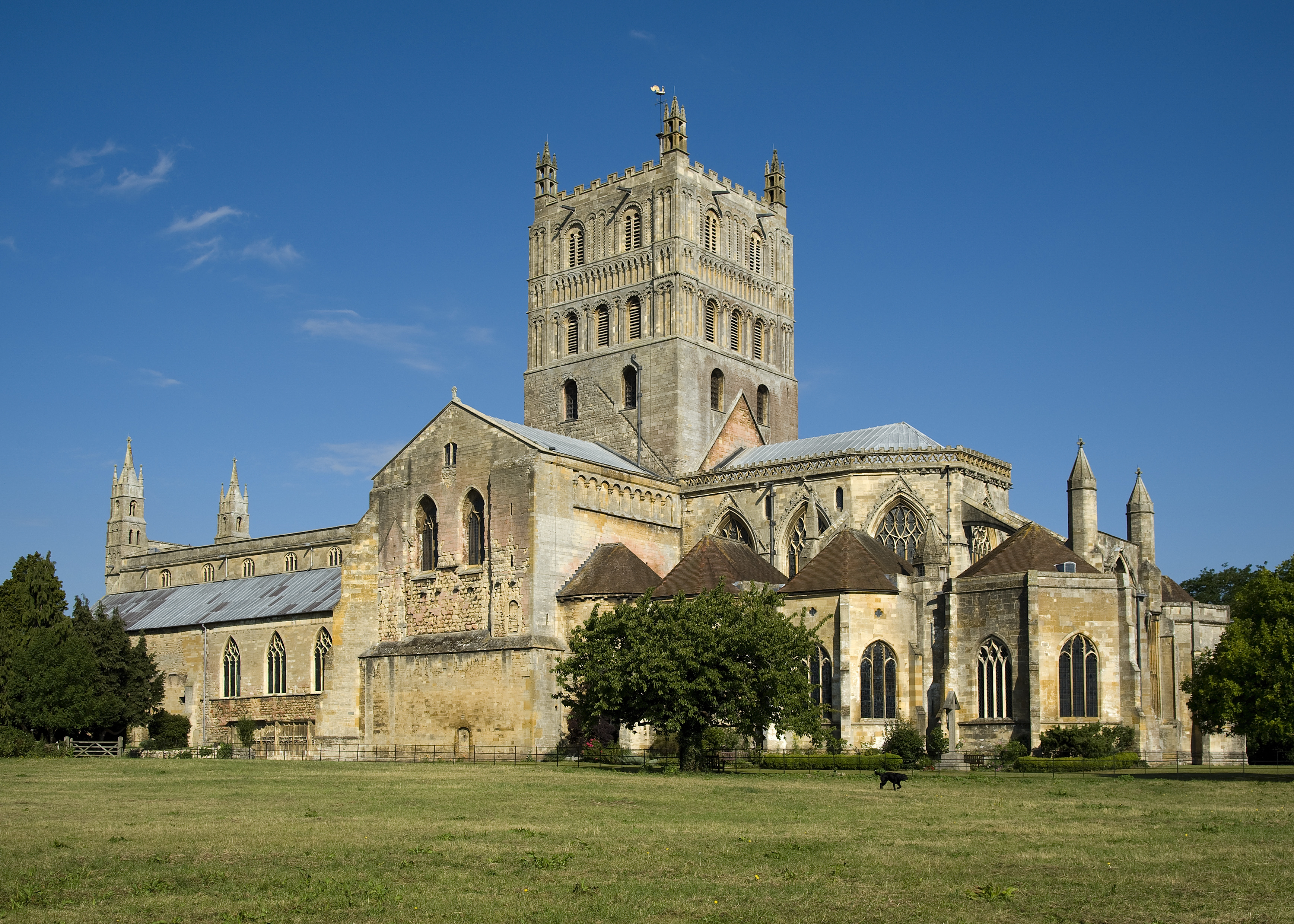
튜크스베리 수도원

튜크스베리(영어: Tewkesbury)는 잉글랜드 글로스터셔주에 위치한 도시로 인구는 10,704명(2011년 기준)이다. 1471년에 일어난 장미 전쟁의 전투인 튜크스베리 전투가 벌어진 곳이기도 하다.